# Atkinson, Dominica
Atkinson este un oraș din Dominica.